# Животињска фарма (ТВ серија)
Животињска фарма (енгл. Farmkids) аустралијска је дечја анимирана серија у две сезоне. Синхронизацију на српски језик урадио је студио Лаудворкс за ТВ канал Мини и Пинк супер кидс.

## Ликови
| Лик        | Глас у синхронизацији |
| ---------- | --------------------- |
| Мули       | Сања Поповић          |
| Ђубрило    | Ненад Хераковић       |
| Крестивоје | Милан Милосављевић    |
| Дуги       | Раде Ћосић            |
| Чарна      | Ива Манојловић        |
| Коле       | Стефан Бузуровић      |
| Попи       | Маша Дакић            |
| Гиле       | Владан Милић          |
| Флека      | Снежана Кнежевић      |
| Пацке      | Чарни Ђерић           |
| Коњонегер  | Марко Марковић        |
| Гавра      | Марко Марковић        |

## Списак епизода

#### Сезона 1
| Бр. | Име епизоде                          |
| --- | ------------------------------------ |
| 01. | Свеж сеоски ваздух                   |
| 02. | Фактор К9                            |
| 03. | Фарминатор                           |
| 04. | Неред иза                            |
| 05. | Напад џиновског свемирског парадајза |
| 06. | Мала гасовита планета                |
| 07. | Посебан дан за Мули                  |
| 08. | Зла телевизија                       |
| 09. | Жуле се враћа кући                   |
| 10. | Мала хорор фарма                     |
| 11. | Нова Флека                           |
| 12. | Певац и море                         |
| 13. | Легенда о једнооком Џеку             |

#### Сезона 2
| Бр. | Име епизоде           |
| --- | --------------------- |
| 01. | Ко кога завитлава?    |
| 02. | Проблеми са Гавром    |
| 03. | Заслепљени светлом    |
| 04. | Дуг пут до Кине       |
| 05. | Мобилно лудило        |
| 06. | Војни камп            |
| 07. | Цена славе            |
| 08. | Папараци              |
| 09. | Амбар 54              |
| 10. | Дивно дивље створење  |
| 11. | Несрећна амајлија     |
| 12. | Другарство и празници |
| 13. | Учионица              |

## Приказивање
Серија се приказивала у 15 земаља.
- — ТВ Мини, Пинк супер кидс
- — ABC1, ABC Kids
- — Нова ТВ
- — Панда канал
- — Џетикс
- — Никeлодеон, Pixel
- — VTV, FPT
- — Thai PBS
- — Minika GO, Disney Junior
- — TVP1, Teletoon+